# Pentactella
Genre
Pentactella est un genre d'holothuries (concombres de mer) de la famille des Cucumariidae. 

## Liste des espèces
Selon World Register of Marine Species (18 mars 2015) :
- Pentactella cornuta (Cherbonnier, 1941)
- Pentactella intermedia (Théel, 1886)
- Pentactella katrinae (O'Loughlin in O'Loughlin et al., 2014)
- Pentactella laevigata Verrill, 1876
- Pentactella leachmani (Davey & O'Loughlin in O'Loughlin et al., 2014)
- Pentactella leonina (Semper, 1867)
- Pentactella leoninoides (Mortensen, 1925)
- Pentactella marionensis (Théel, 1886)
- Pentactella perrieri (Ekman, 1927)
- Pentactella serrata (Théel, 1886)